# Franco Rossetti
Franco Rossetti (* 1. Oktober 1930 in Siena; † vor 12. Juni 2018) war ein italienischer Drehbuchautor und Filmregisseur.

## Leben
Rossetti schloss zunächst im Fach Rechtswissenschaften ab und belegte dann von 1954 bis 1956 Kurse am Centro Sperimentale di Cinematografia. Während dieser Zeit verdiente er sich seinen Lebensunterhalt als Filmkritiker für „Cinema“ und „Bianco e Nero“. Nach kurzer Zeit als unerwähnte rechte Hand war er seit 1957 für vier Jahre als Regieassistent aktiv. Ab 1960 schrieb er Drehbücher, darunter auch die für Filme wie Django (1966) und Ringo mit den goldenen Pistolen (1966), beide in Regie von Sergio Corbucci entstanden. Weitere Drehbücher, fast immer für Italowestern, folgten bis 1969.
Nachdem Rossetti mit dem Italowestern Die im Staub verrecken sein Regiedebüt vorgelegt hatte, drehte er bis Mitte der 1980er Jahre eine Reihe weitere Filme, die meist wenig Aufsehen und Lob erhielten. 1976 schrieb und produzierte er Un amore targato Forlì, dessen Regie er Riccardo Sesani überließ.
Ein Pseudonym Rossettis war Fred Gardner.

## Filmografie (Auswahl)
- 1967: Escondido (El Desperado)
- 1969: Delitto al circolo del tennis
- 1972: Una cavalla tutta nuda
- 1975: Quel movimento che mi piace tanto
- 1974: Nipoti miei diletti
- 1978: Intime Beichte einer Frau (Il mondo porno di due sorelle)
- 1984: Il lebbroso (Fernsehfilm)
- 1984: Al limite, cioè, non glielo dico

Drehbuch
- 1961: Konstantin der Große (Costantino il grande)
- 1961: Romulus und Remus (Romolo e Remo)
- 1964: Senza sole nè luna – Regie: Luciano Ricci
- 1966: Django
- 1966: Der Mann mit der goldenen Klinge (L'uomo che ride) – Regie: Sergio Corbucci
- 1966: Ringo mit den goldenen Pistolen (Johnny Oro)
- 1966: Django, der Rächer (Texas, addio)
- 1967: Io non protesto, io amo – Regie: Ferdinando Baldi
- 1967: Fluchtpunkt Akropolis (Bersaglio mobile) – Regie: Sergio Corbucci
- 1967: Blaue Bohnen für ein Halleluja (Little Rita nel West)
- 1968: Django und die Bande der Gehenkten (Preparati la bara!)
- 1970: Django – Die Nacht der langen Messer (Ciakmull)
- 1970: Zabriskie Point